# Лаймен (округ)
Округ Лаймен (англ. Lyman County) располагается в штате Южная Дакота, США. Официально образован в 1873 году. По состоянию на 2010 год, численность населения составляла 3755 человек.

## География
По данным Бюро переписи США, общая площадь округа равняется 4421 км2, из которых 4247 км2 суша и 174 км2 или 3,93 % это водоёмы.

## Население
По данным переписи населения 2000 года в округе проживает 3 895 жителей в составе 1 400 домашних хозяйств и 1 009 семей. Плотность населения составляет 1,00 человек на км2. На территории округа насчитывается 1 636 жилых строений, при плотности застройки менее 1,00-го строения на км2. Расовый состав населения: белые — 64,75 %, афроамериканцы — 0,08 %, коренные американцы (индейцы) — 33,27 %, азиаты — 0,23 %, гавайцы — 0,00 %, представители других рас — 0,05 %, представители двух или более рас — 1,62 %. Испаноязычные составляли 0,46 % населения независимо от расы.
В составе 36,10 % из общего числа домашних хозяйств проживают дети в возрасте до 18 лет, 51,40 % домашних хозяйств представляют собой супружеские пары проживающие вместе, 13,80 % домашних хозяйств представляют собой одиноких женщин без супруга, 27,90 % домашних хозяйств не имеют отношения к семьям, 24,60 % домашних хозяйств состоят из одного человека, 10,50 % домашних хозяйств состоят из престарелых (65 лет и старше), проживающих в одиночестве. Средний размер домашнего хозяйства составляет 2,77 человека, и средний размер семьи 3,29 человека.
Возрастной состав округа: 32,10 % моложе 18 лет, 7,60 % от 18 до 24, 25,90 % от 25 до 44, 20,90 % от 45 до 64 и 20,90 % от 65 и старше. Средний возраст жителя округа 34 лет. На каждые 100 женщин приходится 104,60 мужчин. На каждые 100 женщин старше 18 лет приходится 102,10 мужчин.
Средний доход на домохозяйство в округе составлял 28 509 USD, на семью — 32 028 USD. Среднестатистический заработок мужчины был 22 628 USD против 18 672 USD для женщины. Доход на душу населения составлял 13 862 USD. Около 19,40 % семей и 24,30 % общего населения находились ниже черты бедности, в том числе — 24,00 % молодежи (тех, кому ещё не исполнилось 18 лет) и 12,90 % тех, кому было уже больше 65 лет.